# Admir Smajić
Admir Smajić (Bijeljina, 7 settembre 1963) è un allenatore di calcio ed ex calciatore jugoslavo e bosniaco, di ruolo centrocampista.

## Carriera

### Club
Iniziò la carriera con il Partizan nel 1979 con cui vinse per tre volte il Campionato jugoslavo. Nel 1988 si trasferì in Svizzera al Neuchâtel Xamax, club di Swiss Nationalliga A, dove conquistò una Supercoppa di Svizzera nel 1990. Nel 1993 passò al Basilea e nel 1997 fu ceduto allo Young Boys dove iniziò l'attività di giocatore-allenatore, cessata nel 1999 con il contemporaneo esonero da parte della società e del ritiro dal calcio giocato da parte del calciatore.

### Nazionale
Giocò con la Jugoslavia e con la Bosnia ed Erzegovina. Con la Jugoslavia vanta cinque presenze e la vittoria della medaglia di bronzo ai Giochi olimpici di Los Angeles 1984, mentre con la Bosnia ed Erzegovina collezionò due presenze tra il 1995 e il 1996.

## Palmarès

### Club
- Campionato jugoslavo: 3

Partizan: 1982-1983, 1985-1986, 1986-1987
- Supercoppa di Svizzera: 1

Neuchatel Xamax: 1990

### Nazionale
- Bronzo olimpico: 1

Los Angeles 1984